# Patmos

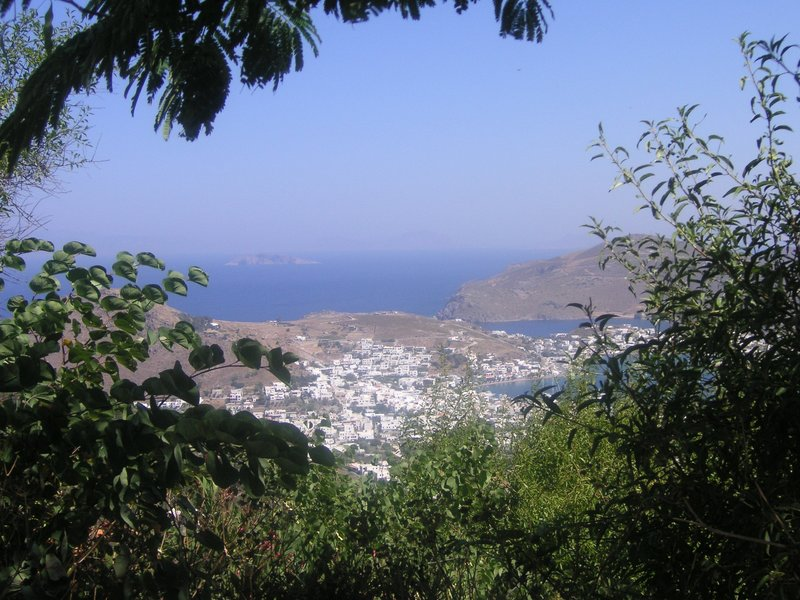
Vista de Patmos

Patmos és una illa grega del Dodecanès, al sud-est de la mar Egea, al sud de Samos, a l'oest de Lipsí i al nord-oest de Leros. L'illa té forma de tres illes de nord a sud, la més gran al nord, i estan unides per dos istmes. La capital és Patmos o Chora a l'illa centra, prop del seu port Skala.
Antigament, a l'època clàssica, la ciutat de Patmos era a la part nord de l'illa i la part sud forma el cap Amazonium.
Segons la tradició, Sant Joan fou desterrat a aquesta illa al final del regnat de Domicià (96) i allí va escriure l'Apocalipsi. Una cova de l'illa és el lloc on, suposadament, va rebre les seves revelacions del darrer llibre del Nou Testament. Tanmateix, hom considera també que Joan de Patmos és una persona distinta de Joan l'Apòstol.
L'illa té nombrosos convents i esglésies i les restes d'un antic castell.
Era una possessió de Rodes i més endavant fou romana i romana d'Orient. Va passar als cavallers de Sant Joan de Jerusalem (després de Rodes) vers el 1310 i l'ocuparen els otomans el 1533. El 1912 fou presa pels italians i inclosa al Dodecanès. El 1948 va ser lliurada a Grècia.